# Hirondina Joshua
Hirondina Juliana Francisco Joshua (Maputo, ngày 31 tháng 5 năm 1987) là một nhà thơ người Mozambique. Cô đã xuất bản cho các tạp chí và tuyển tập như Esperança e Certeza I (2006) hoặc A Minha Maputo (2012)

## Công trinh
- 2016. Os Ângul da Casa. Pr. Mia Couto.[2]